# اچ‌ام‌اس سوخه (۱۸۱۴)
اچ‌ام‌اس سوخه (۱۸۱۴) (به انگلیسی: HMS Psyche (1814)) یک کشتی بود.